# Saison 1953-1954 du Stade rennais UC
Maillots
Chronologie
Saison précédente Saison suivante
La saison 1953-1954 du Stade rennais Football Club débute le 23 août 1953 avec la première journée du Championnat de France de Division 2, pour se terminer le 30 mai 1954 avec la dernière journée de cette compétition.
Le Stade rennais UC est également engagé en Coupe de France. Éliminé dès les seizièmes de finale, il est ensuite reversé en Coupe Charles Drago.

## Résumé de la saison
Malgré la descente en deuxième division, aucun changement n'est réalisé dans le staff technique du club. En revanche, l'effectif évolue en profondeur. Plusieurs titulaires d'antan, au nombre desquels Marcel Mansat (après huit ans de bons et loyaux services), le jeune espoir Robert Lemaître, l'ancien international Ernest Vaast ou les étrangers Nikitis et Nikolić quittent le club. Pour les remplacer, le Stade rennais UC récupère notamment Henri Baillot (8 sélections en équipe de France entre 1948 et 1950), ainsi que les attaquants étrangers Pär Bengtsson et José Caeiro. Ce dernier est d'ailleurs un ancien coéquipier de Salvador Artigas sous les couleurs de la Real Sociedad.
C'est d'ailleurs l'une des recrues qui va être mise en lumière lors de la première rencontre de la saison. Fraîchement arrivé du FC Rouen, Victor Gomez offre la victoire à sa nouvelle équipe contre le SCO Angers en inscrivant un doublé (2 - 1). Problème, le joueur n'était pas encore qualifié, le Stade rennais perd sur tapis vert et abandonne déjà de précieux points dans la course à la montée.
Après la relégation, le retour en première division est la priorité du club. La Division 2 étant dite « fermée » aux clubs non-professionnels, aucun risque de relégation n'existait pour les équipes de la queue du classement. Après un début de championnat difficile, les Rennais vont de toute façon corriger le tir, et s'installer mi-octobre dans la première moitié de tableau.
Efficaces en attaque, dans la foulée des recrues Caeiro et Bengtsson, les "Rouge et Noir" ont cependant quelques difficultés hors de leur bases, et concéderont dix de leurs treize défaites de la saison à l'extérieur. À la faveur d'une bonne série à la sortie de l'hiver, les Rennais pointent à la cinquième place, mais les trois premières places synonymes de remontée sont déjà bien loin. Finalement sixièmes, Artigas et son effectif doivent se résigner à passer une nouvelle saison en Division 2.
La Coupe de France n'est pas non plus l'occasion de grandes réjouissances. Après avoir éliminé les amateurs de Brest et de Quimper, le Stade rennais UC bute sur le RCFC Besançon, lui aussi locataire de la D2. La Coupe Drago ne permet pas aux Rennais de se racheter.

## Transferts en 1953-1954
| Nom                | Nationalité | Provenance/Destination    |
| Arrivées           |             |                           |
| Henri Baillot      | France      | RC Strasbourg             |
| Pär Bengtsson      | Suède       | Toulouse FC               |
| René Billon        | France      | Stade rennais UC amateurs |
| José Caeiro        | Espagne     | Hercules Alicante         |
| Émile Dahan        | France      | RC Strasbourg             |
| Victor Gomez       | France      | FC Rouen                  |
| Jean Gondouin      | France      | Toulouse FC               |
| Jean Le Borgne     | France      | AS Brestoise              |
| Alain Pécout       | France      | RC Paris                  |
| Jacques Vileyn     | France      | Drapeau de Fougères       |
| Départs            |             |                           |
| Jean Combot        | France      | Toulouse FC               |
| Patricio Eguidazu  | Espagne     | arrêt                     |
| Maurice Guénard    | France      | Châteaugiron              |
| Robert Lemaître    | France      | Lille OSC                 |
| Marcel Mansat      | France      | Arsenal Sports Rennes     |
| René-Bernard Munoz | France      | Toulouse FC               |
| Frédéric Nikitis   | Grèce       | Évreux AC                 |
| Spasoje Nikolić    | Yougoslavie | AS Aix-en-Provence        |
| Maurice Sellin     | France      | UCK Vannes                |
| Ernest Vaast       | France      | Red Star Olympique        |

## L'effectif de la saison
| Poste¹ | Nat.² | Nom               | Naissance         | Sélection³ | Championnat | Championnat | Coupe France | Coupe France | Coupe Drago | Coupe Drago | Total Saison | Total Saison |
| Poste¹ | Nat.² | Nom               | Naissance         | Sélection³ | M           | But inscrit | M            | But inscrit  | M           | But inscrit | M            | But inscrit  |
| ------ | ----- | ----------------- | ----------------- | ---------- | ----------- | ----------- | ------------ | ------------ | ----------- | ----------- | ------------ | ------------ |
| A      | FRA   | Marcel Abautret   | 14 février 1926   | -          | 3           | 0           | 0            | 0            | ?           | ?           | 3            | 0            |
| D      | ESP   | Salvador Artigas  | 20 février 1914   | -          | 0           | 0           | 0            | 0            | ?           | ?           | 0            | 0            |
| A      | FRA   | Henri Baillot     | 13 décembre 1924  | A          | 13          | 3           | 2            | 0            | ?           | ?           | 15           | 3            |
| A      | SWE   | Pär Bengtsson     | 21 juillet 1922   | -          | 35          | 21          | 2            | 2            | ?           | ?           | 37           | 23           |
| D      | FRA   | René Besse        | 2 juillet 1921    | B          | 25          | 0           | 3            | 0            | ?           | ?           | 28           | 0            |
| D      | FRA   | René Billon       | 2 août 1931       | -          | 1           | 0           | 0            | 0            | ?           | ?           | 1            | 0            |
| A      | ESP   | José Caeiro       | 17 février 1925   | -          | 33          | 25          | 3            | 6            | ?           | ?           | 36           | 31           |
| M      | FRA   | Jean Cueff        | 6 novembre 1931   | -          | 19          | 1           | 1            | 0            | ?           | ?           | 20           | 1            |
| D      | FRA   | Émile Dahan       | 8 octobre 1921    | -          | 15          | 0           | 2            | 0            | ?           | ?           | 17           | 0            |
| A      | FRA   | Victor Gomez      | 5 décembre 1925   | -          | 28          | 9           | 3            | 1            | ?           | ?           | 31           | 10           |
| D      | FRA   | Jean Gondouin     | 20 juillet 1928   | -          | 35          | 10          | 2            | 0            | ?           | ?           | 37           | 10           |
| A      | FRA   | Frédéric Guilbert | 13 septembre 1933 | -          | 0           | 0           | 0            | 0            | 0           | 0           | 0            | 0            |
| A      | FRA   | Jean Le Borgne    | 28 janvier 1933   | -          | 3           | 1           | 0            | 0            | ?           | ?           | 3            | 1            |
| M      | FRA   | Paul Le Dren      | 25 janvier 1929   | -          | 26          | 3           | 3            | 0            | ?           | ?           | 29           | 3            |
| A      | FRA   | Alphonse Le Gall  | 6 octobre 1931    | -          | 24          | 6           | 3            | 3            | ?           | ?           | 27           | 9            |
| A      | FRA   | Joseph Le Page    | 1er mars 1927     | -          | 6           | 2           | 1            | 1            | ?           | ?           | 7            | 3            |
| A      | FRA   | Bernard Maiseau   | 10 août 1928      | -          | 6           | 0           | 0            | 0            | ?           | ?           | 6            | 0            |
| D      | FRA   | Justo Nuevo       | 14 mai 1922       | B          | 38          | 0           | 3            | 0            | ?           | ?           | 41           | 0            |
| A      | FRA   | Alain Pécout      | 14 mai 1922       | -          | 5           | 1           | 0            | 0            | ?           | ?           | 5            | 1            |
| G      | FRA   | Louis Pinat       | 12 août 1929      | B          | 32          | 0           | 2            | 0            | ?           | ?           | 34           | 0            |
| G      | FRA   | Robert Ponceau    | 2 décembre 1926   | -          | 6           | 0           | 1            | 0            | ?           | ?           | 7            | 0            |
| D      | FRA   | Jacques Poulain   | 6 août 1932       | -          | 33          | 0           | 0            | 0            | ?           | ?           | 33           | 0            |
| D      | FRA   | Yves Toupel       | 25 décembre 1932  | -          | 3           | 0           | 1            | 0            | ?           | ?           | 4            | 0            |
| M      | FRA   | Roger Vialleron   | 16 janvier 1926   | -          | 22          | 0           | 1            | 0            | ?           | ?           | 23           | 0            |
| A      | FRA   | Jacques Vileyn    | 31 décembre 1931  | -          | 7           | 2           | 0            | 0            | ?           | ?           | 7            | 2            |

- 1 : G, Gardien de but ; D, Défenseur ; M, Milieu de terrain ; A, Attaquant
- 2 : Nationalité sportive, certains joueurs possédant une double-nationalité
- 3 : sélection la plus élevée obtenue

## Équipe-type
Il s'agit de la formation la plus courante rencontrée en championnat.

## Les rencontres de la saison

### Liste
| Match | Date         | Compétition     | Tour        | Adversaire      | Lieu ¹ | Score    | Class.   | Buteurs pour le Stade rennais        |
| ----- | ------------ | --------------- | ----------- | --------------- | ------ | -------- | -------- | ------------------------------------ |
| 1     | 23 août      | Division 2      | 1           | Angers          | E      | 0–0      | 20       |                                      |
| 2     | 30 août      | Division 2      | 2           | RC Paris        | D      | 1–2      | 16       | Bengtsson                            |
| 3     | 3 septembre  | Division 2      | 3           | Alès            | E      | 2-0      | 12       | Caeiro                               |
| 4     | 6 septembre  | Division 2      | 4           | Lyon            | E      | 2–4      | 15       | Bengtsson Gomez                      |
| 5     | 13 septembre | Division 2      | 5           | Cannes          | D      | 3–0      | 13       | Bengtsson Caeiro                     |
| 6     | 20 septembre | Division 2      | 6           | Red Star        | E      | 1-2      | 14       | Vileyn                               |
| 7     | 24 septembre | Division 2      | 7           | Aix-en-Provence | D      | 5-0      | 12       | Bengtsson Caeiro                     |
| 8     | 27 septembre | Division 2      | 8           | Béziers         | D      | 4–1      | 11       | Bengtsson Caeiro                     |
| 9     | 4 octobre    | Division 2      | 9           | Rouen           | E      | 0–1      | 11       |                                      |
| 10    | 11 octobre   | Division 2      | 10          | Montpellier     | D      | 2–1      | 10       | Gondouin Bengtsson                   |
| 11    | 18 octobre   | Division 2      | 11          | Valenciennes FC | E      | 1–0      | 9        | Vileyn                               |
| 12    | 25 octobre   | Division 2      | 12          | Nantes          | D      | 2-0      | 8        | Bengtsson Gomez                      |
| 13    | 1er novembre | Division 2      | 13          | Toulon          | E      | 1-2      | 9        | Bengtsson                            |
| 14    | 8 novembre   | Division 2      | 14          | CA Paris        | D      | 2–0      | 7        | Bengtsson Le Borgne                  |
| 15    | 11 novembre  | Division 2      | 15          | Sedan           | D      | 3–3      | 8        | Pécout Caeiro                        |
| 16    | 15 novembre  | Division 2      | 16          | Grenoble        | D      | 2-1      | 7        | Gondouin Le Gall                     |
| 17    | 22 novembre  | Division 2      | 17          | Besançon        | E      | 2-4      | 8        | Bengtsson Caeiro                     |
| 18    | 6 décembre   | Division 2      | 18          | Perpignan       | D      | 3–0      | 7        | Gomez Le Page                        |
| 19    | 13 décembre  | Division 2      | 19          | Troyes          | E      | 1–8      | 8        | Caeiro                               |
| 20    | 20 décembre  | Coupe de France | 6e tour     | AS Brest        | D      | 6-0      | 6-0      | Bengtsson Caeiro Gomez Le Page       |
| 21    | 25 décembre  | Division 2      | 20          | Aix-en-Provence | E      | 3–3      | 8        | Le Gall Gomez Solomonidès (csc)      |
| 22    | 27 décembre  | Division 2      | 21          | Béziers         | E      | 3-0      | 7        | Le Dren Caeiro                       |
| 23    | 3 janvier    | Division 2      | 22          | Red Star        | D      | 6–2      | 7        | Le Gall Bengtsson Caeiro             |
| 24    | 10 janvier   | Division 2      | 23          | Cannes          | E      | 1–0      | 6        | Bengtsson                            |
| 25    | 17 janvier   | Coupe de France | 1/32 finale | Quimper         | N      | 6-2      | 6-2      | Caeiro Le Gall                       |
| 26    | 24 janvier   | Division 2      | 24          | Sedan           | E      | 1-1      | 6        | Bochard (csc)                        |
| 27    | 31 janvier   | Division 2      | 25          | Besançon        | D      | 4-1      | 6        | Gondouin Le Gall Caeiro Gomez        |
| 28    | 7 février    | Division 2      | 26          | Grenoble        | E      | 4–0      | 6        | Gondouin Baillot Bengtsson Caeiro    |
| 29    | 14 février   | Coupe de France | 1/16 finale | Besançon        | N      | 1-2      | 1-2      | Le Gall                              |
| 30    | 21 février   | Division 2      | 27          | CA Paris        | E      | 1-1      | 6        | Bengtsson                            |
| 31    | 28 février   | Division 2      | 28          | Toulon          | D      | 6–0      | 5        | Gondouin Baillot Bengtsson Gomez     |
| 32    | 7 mars       | Coupe Drago     | 2e tour     | Angers          | E      | 2-2 a.p. | 2-2 a.p. | ?                                    |
| 33    | 14 mars      | Division 2      | 29          | Nantes          | E      | 2-4      | 6        | Caeiro Gomez                         |
| 34    | 21 mars      | Division 2      | 30          | Valenciennes FC | D      | 1–2      | 6        | Caeiro                               |
| 35    | 27 mars      | Coupe Drago     | 3e tour     | Lyon            | E      | 0-2      | 0-2      |                                      |
| 36    | 4 avril      | Division 2      | 31          | Angers          | D      | 4-0      | 6        | Gondouin Le Gall Bengtsson           |
| 37    | 15 avril     | Division 2      | 32          | Alès            | D      | 5–0      | 6        | Le Dren Le Gall Baillot Caeiro Gomez |
| 38    | 18 avril     | Division 2      | 33          | Lyon            | D      | 2–1      | 6        | Gondouin                             |
| 39    | 24 avril     | Division 2      | 34          | RC Paris        | E      | 1–2      | 7        | Bengtsson                            |
| 40    | 2 mai        | Division 2      | 35          | Montpellier     | E      | 2-2      | 6        | Bengtsson Caeiro                     |
| 41    | 9 mai        | Division 2      | 36          | Rouen           | D      | 0–1      | 6        |                                      |
| 42    | 16 mai       | Division 2      | 37          | Perpignan       | E      | 3–4      | 6        | Bengtsson Caeiro Cueff               |
| 43    | 30 mai       | Division 2      | 38          | Troyes          | D      | 0–0      | 6        |                                      |

- 1 N : terrain neutre ; D : à domicile ; E : à l'extérieur ; drapeau : pays du lieu du match international

## Bilan des compétitions
| Compétition         | Vainqueur final    | Débute au tour | Place ou tour final | Première rencontre | Dernière rencontre | Nombre |
| ------------------- | ------------------ | -------------- | ------------------- | ------------------ | ------------------ | ------ |
| Division 2          | Olympique lyonnais | 1re journée    | 6e                  | 23 août 1953       | 30 mai 1954        | 38     |
| Coupe de France     | OGC Nice           | 6e tour        | 1/16 de finale      | 20 décembre 1953   | 14 février 1954    | 3      |
| Coupe Charles Drago | Stade de Reims     | 2e tour        | 3e tour             | 7 mars 1954        | 27 mars 1954       | 2      |

### Division 2

#### Classement
| Rang | Équipe    | Pts | J  | G  | N  | P  | Bp  | Bc | Diff |
| ---- | --------- | --- | -- | -- | -- | -- | --- | -- | ---- |
| 3    | RC Paris  | 55  | 38 | 25 | 5  | 8  | 107 | 48 | +59  |
| 4    | Rouen     | 52  | 38 | 23 | 6  | 9  | 81  | 47 | +34  |
| 5    | Sedan     | 49  | 38 | 19 | 11 | 8  | 77  | 41 | +36  |
| 6    | Rennes    | 44  | 38 | 19 | 6  | 13 | 86  | 53 | +33  |
| 7    | Red Star  | 44  | 38 | 20 | 4  | 14 | 71  | 59 | +12  |
| 8    | Perpignan | 39  | 38 | 16 | 7  | 15 | 49  | 63 | -14  |
| 9    | Nantes    | 36  | 38 | 14 | 8  | 16 | 68  | 62 | +6   |

- 3 : Barragiste avec le 16e de Division 1

#### Résultats
| Total  | Total  | Total | Total | Total | Total | Total | Total | Domicile | Domicile | Domicile | Domicile | Domicile | Domicile | Extérieur | Extérieur | Extérieur | Extérieur | Extérieur | Extérieur |
| Matchs | Points | V     | N     | D     | BP    | BC    | Diff. | V        | N        | D        | BP       | BC       | Diff.    | V         | N         | D         | BP        | BC        | Diff.     |
| ------ | ------ | ----- | ----- | ----- | ----- | ----- | ----- | -------- | -------- | -------- | -------- | -------- | -------- | --------- | --------- | --------- | --------- | --------- | --------- |
| 38     | 44     | 19    | 6     | 13    | 86    | 53    | +33   | 14       | 2        | 3        | 55       | 15       | +40      | 5         | 4         | 10        | 31        | 38        | -7        |

#### Résultats par journée
| Journée   | 01 | 02 | 03 | 04 | 05 | 06 | 07 | 08 | 09 | 10 | 11 | 12 | 13 | 14 | 15 | 16 | 17 | 18 | 19 | 20 | 21 | 22 | 23 | 24 | 25 | 26 | 27 | 28 | 29 | 30 | 31 | 32 | 33 | 34 | 35 | 36 | 37 | 38 |
| --------- | -- | -- | -- | -- | -- | -- | -- | -- | -- | -- | -- | -- | -- | -- | -- | -- | -- | -- | -- | -- | -- | -- | -- | -- | -- | -- | -- | -- | -- | -- | -- | -- | -- | -- | -- | -- | -- | -- |
| Terrain   | E  | D  | E  | E  | D  | E  | D  | D  | E  | D  | E  | D  | E  | D  | D  | D  | E  | D  | E  | E  | E  | D  | E  | E  | D  | E  | E  | D  | E  | D  | D  | D  | D  | E  | E  | D  | E  | D  |
| Résultats | D  | D  | V  | D  | V  | D  | V  | V  | D  | V  | V  | V  | D  | V  | N  | V  | D  | V  | D  | N  | V  | V  | V  | N  | V  | V  | N  | V  | D  | D  | V  | V  | V  | D  | N  | D  | D  | N  |
| Points    | 0  | 0  | 2  | 2  | 4  | 4  | 6  | 8  | 8  | 10 | 12 | 14 | 14 | 16 | 17 | 19 | 19 | 21 | 21 | 22 | 24 | 26 | 28 | 29 | 31 | 33 | 34 | 36 | 36 | 36 | 38 | 40 | 42 | 42 | 43 | 43 | 43 | 44 |
| Place     | 20 | 16 | 12 | 15 | 13 | 14 | 12 | 11 | 11 | 10 | 9  | 8  | 9  | 7  | 8  | 7  | 8  | 7  | 8  | 8  | 7  | 7  | 6  | 6  | 6  | 6  | 6  | 5  | 6  | 6  | 6  | 6  | 6  | 7  | 6  | 6  | 6  | 6  |

Source : Liste des rencontres

Terrain : D = Domicile ; E = Extérieur. Résultat: D = Défaite ; N = Nul ; V = Victoire.